# Nicolae Ștefănuță
Nicolae Ștefănuță (ur. 3 stycznia 1982 w Rășinari) – rumuński polityk i dyplomata, poseł do Parlamentu Europejskiego IX i X kadencji (od 2019), wiceprzewodniczący PE X kadencji.

## Życiorys
Ukończył studia ekonomiczne, kształcił się na Universitatea de Vest din Timișoara. Kształcił się następnie na Akademii Dyplomatycznej w Wiedniu oraz na Uniwersytecie Wiedeńskim. Uzyskał magisterium w McCourt School of Public Policy na Georgetown University. Od 2007 zatrudniony w Parlamencie Europejskim, został m.in. przedstawicielem PE w stałym przedstawicielstwie Unii Europejskiej w Stanach Zjednoczonych.
Współtwórca inicjatywy i74, działającej na rzecz propagowania obywatelskich projektów ustaw. Zaangażował się w działalność polityczną w ramach Związku Zbawienia Rumunii. W wyborach w 2019 z rekomendacji tego ugrupowania uzyskał mandat eurodeputowanego IX kadencji. W 2023 zrezygnował z członkostwa w USR. W 2024 został wybrany do Europarlamentu X kadencji jako kandydat niezależny (otrzymując ponad 3% głosów). W lipcu tegoż roku wybrano go na wiceprzewodniczącego PE X kadencji.